# Dicranopteris seminuda
Dicranopteris seminuda là một loài dương xỉ trong họ Gleicheniaceae. Loài này được Maxon mô tả khoa học đầu tiên năm 1933.